# Jaderná elektrárna Dounreay
Jaderná elektrárna Dounreay byla jaderná elektrárna na severu Skotska ve Spojeném království. Toto odlehlé místo bylo vybráno z důvodu bezpečnosti. V okolí se nachází i Vulcan Naval Reactor Test Establishment. Obě instalace byly postaveny na a okolo bývalého letiště.

## Historie a technické informace

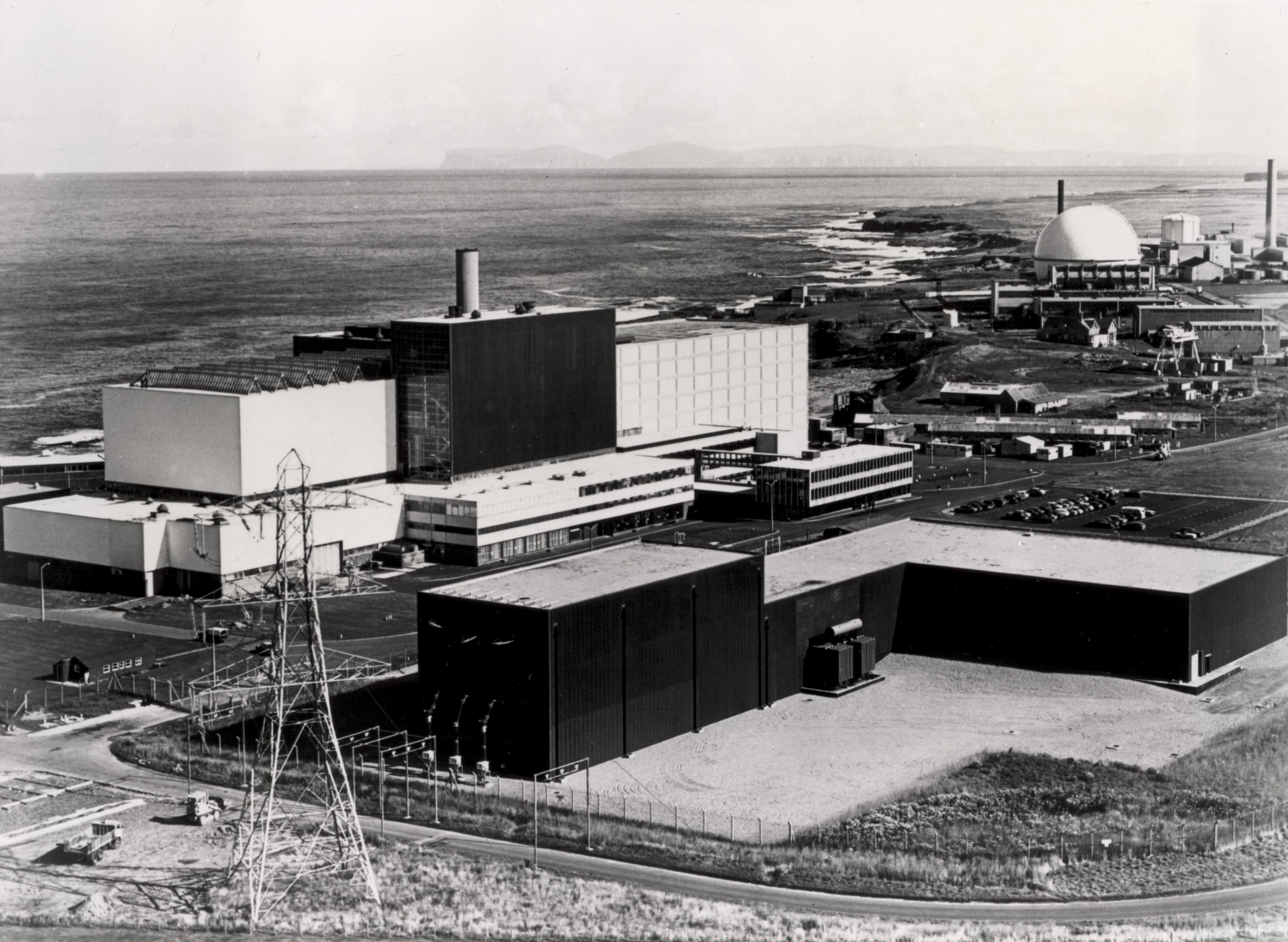
Letecký snímek cca 1979. Jaderná elektrárna Dounreay je v popředí

Jaderná elektrárna Dounreay se skládala ze tří reaktorů – jeden výzkumný (tepelný) pro testování materiálů a dva energetické: rychlý reaktor a prototypový rychlý reaktor.
Provozovatel: UKAEA (United Kingdom Atomic Energy Authority)
Dodavatel: The Nuclear Power Group

## Informace o reaktorech
| Reaktor                         | Typ reaktoru | Výkon [MW] | Výkon [MW]  | Výkon [MW] | Zahájení stavby | Uvedení do provozu | Připojení k síti | Provoz           | Uzavření        |
| Reaktor                         | Typ reaktoru | Tepelný    | Instalovaný | Čistý      | Zahájení stavby | Uvedení do provozu | Připojení k síti | Provoz           | Uzavření        |
| ------------------------------- | ------------ | ---------- | ----------- | ---------- | --------------- | ------------------ | ---------------- | ---------------- | --------------- |
| Reaktor pro testování materiálů | DIDO         | -          | -           | -          | 1955            | květen 1958        | -                | -                | 1969            |
| Rychlý reaktor                  | FBR          | 60         | 15          | 11         | 1. březen 1955  | 14. listopad 1959  | 1. říjen 1962    | 1. říjen 1962    | 1. březen 1977  |
| Prototypový rychlý reaktor      | FBR          | 600        | 250         | 234        | 1. ledna 1966   | 1. března 1974     | 10. ledna 1975   | 1. července 1976 | 31. března 1994 |

## Incidenty
- Exploze sodíku 10. května 1977 (šachta s obsahem sodíku a draslíku zaplavena mořskou vodou).
- Únik radioaktivních úlomků paliva mezi roky 1963 a 1984.
- Velký výpadek proudu v květnu 1998 způsobený mechanickým přerušením hlavního napájecího kabelu (nejaderný incident), byl následován reportem ze září 1998 se 143 návrhy na zlepšení.